# Casas de Juan Núñez
Casas de Juan Núñez is een gemeente in de Spaanse provincie Albacete in de regio Castilië-La Mancha met een oppervlakte van 89 km². Casas de Juan Núñez telt 1.318 inwoners (1 januari 2016).

## Demografische ontwikkeling

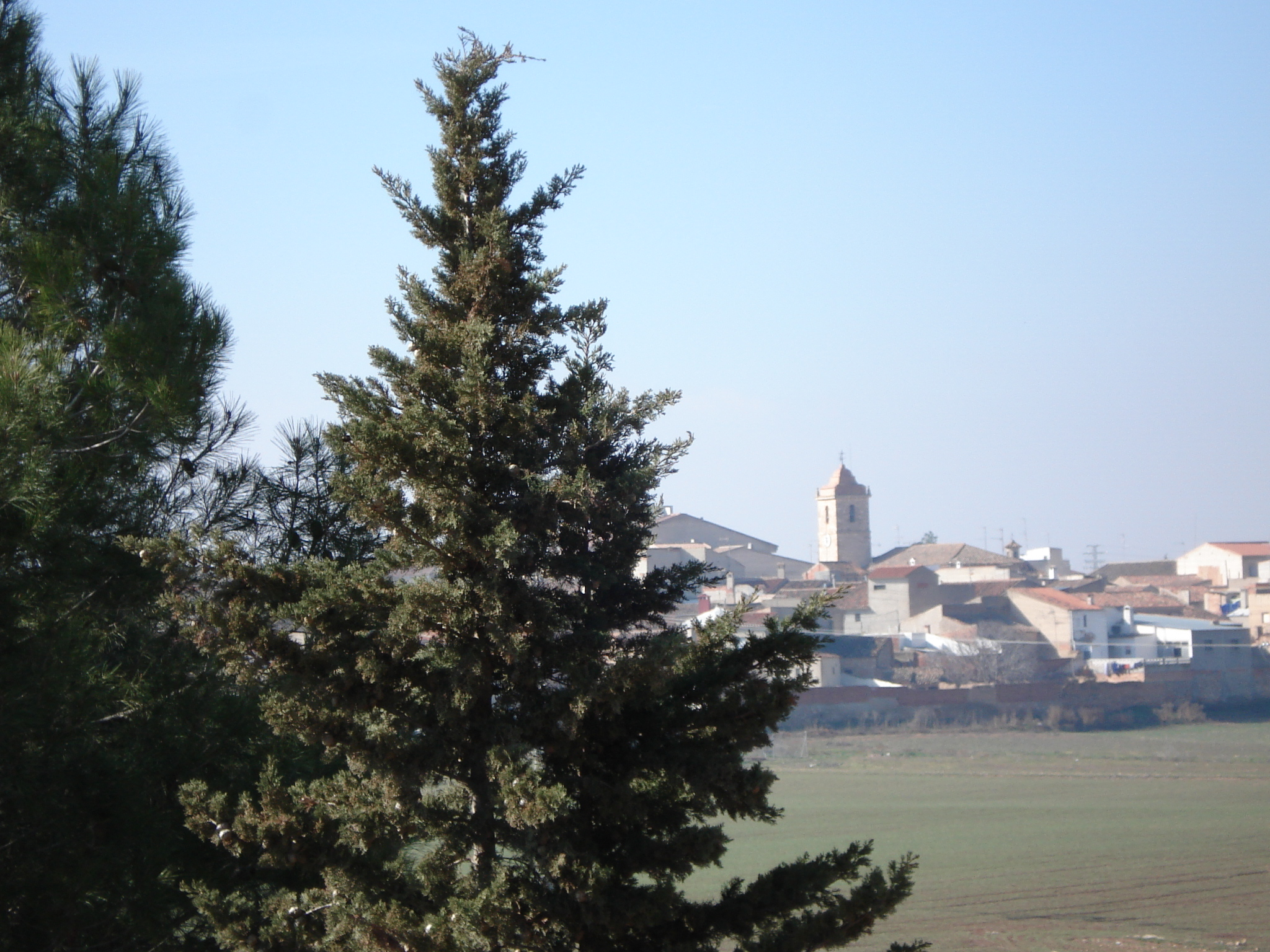
Casas de Juan Núñez

Bron: INE, 1857-2011: volkstellingen
Abengibre · Alatoz · Albacete · Albatana · Alborea · Alcadozo · Alcalá del Júcar · Alcaraz · Almansa · Alpera · Ayna · Balazote · Balsa de Ves · Barrax · Bienservida · Bogarra · Bonete · Carcelén · Casas de Juan Núñez · Casas de Lázaro · Casas de Ves · Casas-Ibáñez · Caudete · Cenizate · Chinchilla de Monte-Aragón · Corral-Rubio · Cotillas · El Ballestero · El Bonillo · Elche de la Sierra · Férez · Fuensanta · Fuente-Álamo · Fuentealbilla · Golosalvo · Hellín · Higueruela · Hoya-Gonzalo · Jorquera · La Gineta · La Herrera · La Recueja · La Roda · Letur · Lezuza · Liétor · Madrigueras · Mahora · Masegoso · Minaya · Molinicos · Montalvos · Montealegre del Castillo · Motilleja · Munera · Navas de Jorquera · Nerpio · Ontur · Ossa de Montiel · Paterna del Madera · Peñas de San Pedro · Peñascosa · Pétrola · Povedilla · Pozo Cañada · Pozo-Lorente · Pozohondo · Pozuelo · Riópar · Robledo · Salobre · San Pedro · Socovos · Tarazona de la Mancha · Tobarra · Valdeganga · Vianos · Villa de Ves · Villalgordo del Júcar · Villamalea · Villapalacios · Villarrobledo · Villatoya · Villavaliente · Villaverde de Guadalimar · Viveros · Yeste